# 許敬宗
许敬宗（592年—672年9月20日），字延族，杭州新城县（今浙江杭州市富阳区）人，祖籍高阳郡北新城县（今河北省保定市徐水区），唐朝官员，官至中书令（宰相）。

## 生平
许敬宗生于隋文帝开皇十二年（592年），其父许善心为礼部侍郎。许敬宗于少年时便有文才，于隋炀帝大业年间被举荐为秀才，先担任淮阳郡司法书佐，不久调入中央谒者台，负责通事舍人之事务。
大业十四年（618年）发生江都之变，许善心为宇文化及所杀，许敬宗依附瓦岗军李密为记室。
瓦岗军失败后许敬宗降唐，初为秦王府学士，貞觀年间任著作郎，兼修国史。參加長孫皇后喪禮時，看見歐陽詢的醜陋面貌，忍不住大笑，被御史彈劾，貶為洪州都督府司马，累迁至检校中书侍郎。复修史，迁太子右庶子。贞观二十三年（649年）唐高宗李治即位，拔擢许敬宗为礼部尚书，许敬宗与李义府等支持武皇后，帮助她放逐褚遂良，赐死长孙无忌。
显庆元年（656年）加太子宾客，官拜侍中。显庆三年（658年）进封高阳郡公，又代李义府为中书令。显庆四年（659年）洛阳人李奉节状告太子洗马韦季方和监察御史李巢朋比为奸，唐高宗派许敬宗审理此案。
龙朔二年（662年）改中书令为右相，加光禄大夫。龙朔三年（663年）拜太子少师。麟德元年（664年）进言，最終使得宰相上官仪与废太子李忠被處決。许敬宗卒于唐高宗咸亨三年（672年），享年八十一岁，諡恭。著有《文馆词林》。

## 家庭
- 妻妾
  - 裴氏，许昂母
  - 虞氏，本裴氏婢，为继室，冒姓虞氏，与许昂私通，被许敬宗废黜

- 子女
  - 许昂，长子，虔化令
    - 许彦伯，太子舍人
      - 许望，右羽林将军
        - 许远，侍御史、睢阳郡太守
          - 许岘，袁州刺史

    - 许韶伯，右屯卫将军、平恩公

  - 许昱
  - 许昇，明堂令
  - 许杲，恭陵令、相王府主簿。妻郝默（663年-679年），字静思，宰相郝处俊孙女，符玺郎、典设郎郝北叟之女[1]
  - 许景，工部郎中、判右羽林大将军
  - 许氏，因父贪财，嫁左监门大将军钱九陇（或其子、孙[2]）
  - 许氏，冯子猷妻，有子冯梧

许敬宗有子娶尉迟宝琳孙女，未知是哪一子。

## 纪念及信仰
台湾高雄市楠梓区天文宫右昌二王府将其尊为该庙主神－三位许府千岁之一。